# Ericameria arizonica
Ericameria arizonica là một loài thực vật có hoa trong họ Cúc. Loài này được R.P.Roberts, Urbatsch & J.Anderson mô tả khoa học đầu tiên năm 2005.